# 小矢部運動公園
小矢部運動公園 (おやべうんどうこうえん) は、富山県小矢部市にある都市公園（運動公園）である。小矢部野球場、小矢部陸上競技場、小矢部庭球場の3施設で構成されている。
1975年12月27日に17.1haにて都市計画が決定され、1985年3月31日に正式に開設された。

## 概要
個別に出典が提示されていない箇所の出典は右記のものを使用→。
小矢部野球場
- 1985年3月竣工。
- 敷地 - 14,920 m2
- 両翼 - 92 m
- センター - 120 m
- 外野 - 芝生
- 収容人数 - 約3,450人

小矢部陸上競技場
- 1986年度着工、1992年9月30日竣工（同年10月10日の小矢部市制30周年記念イベントがこけら落としとなった）[3]
- 日本陸上競技連盟第3種公認（完成当時は城光寺運動公園陸上競技場〔高岡市〕、魚津桃山運動公園陸上競技場〔魚津市〕に次ぐ富山県内3番目の日本陸上連盟第2種公認施設であった[3]）
- 敷地 - 20,672 m2
- 走路 - 全天候型ウレタン舗装
- フィールド - 全天候型 ウレタン舗装及び天然芝
- 収容人数  - 収容人数 約4500人（メインスタンド 1,500人/盛土スタンド 3,000人）

小矢部庭球場（テニスコート）
- 1995年10月竣工。
- 総面積 - 9,239 m2
- 砂入り人工芝8面（軟・硬兼用）